# Abbas Nilforoushan

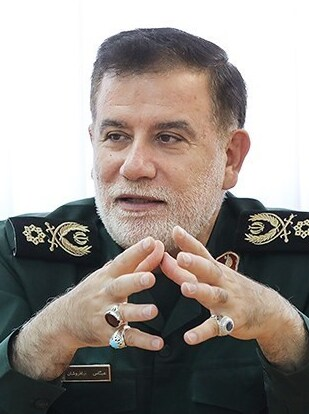
Nilforoushan im Jahr 2019

Abbas Nilforoushan (persisch عباس نیلفروشان; geb. 1966 in Isfahan; gest. 27. September 2024) war ein iranischer Brigadegeneral der Islamischen Revolutionsgarden (IRGC), der am 27. September 2024 bei einem Angriff auf das Hauptquartier der Hisbollah 2024 zusammen mit dem Hisbollah-Führer Hassan Nasrallah getötet wurde.

## Biografie
Nilforoushan wurde 1966 in Isfahan geboren und begann seine militärische Laufbahn in den 1980er Jahren bei den Basidsch. Er war seit 2019 Oberbefehlshaber des Korps der Islamischen Revolutionsgarden und deren stellvertretender Einsatzleiter.